# Принципи економіки (книга)
«Принципи економіки» — це науково-популярна книга американського економіста Томаса Соуелла, опублікована видавництвом Basic Books у 2000 році. Оригінальний підзаголовок був «Посібник громадянина з економіки», але з третього видання 2007 року він мав підзаголовок «Посібник з економіки на основі здорового глузду».[джерело?]